# 주님 만찬 미사

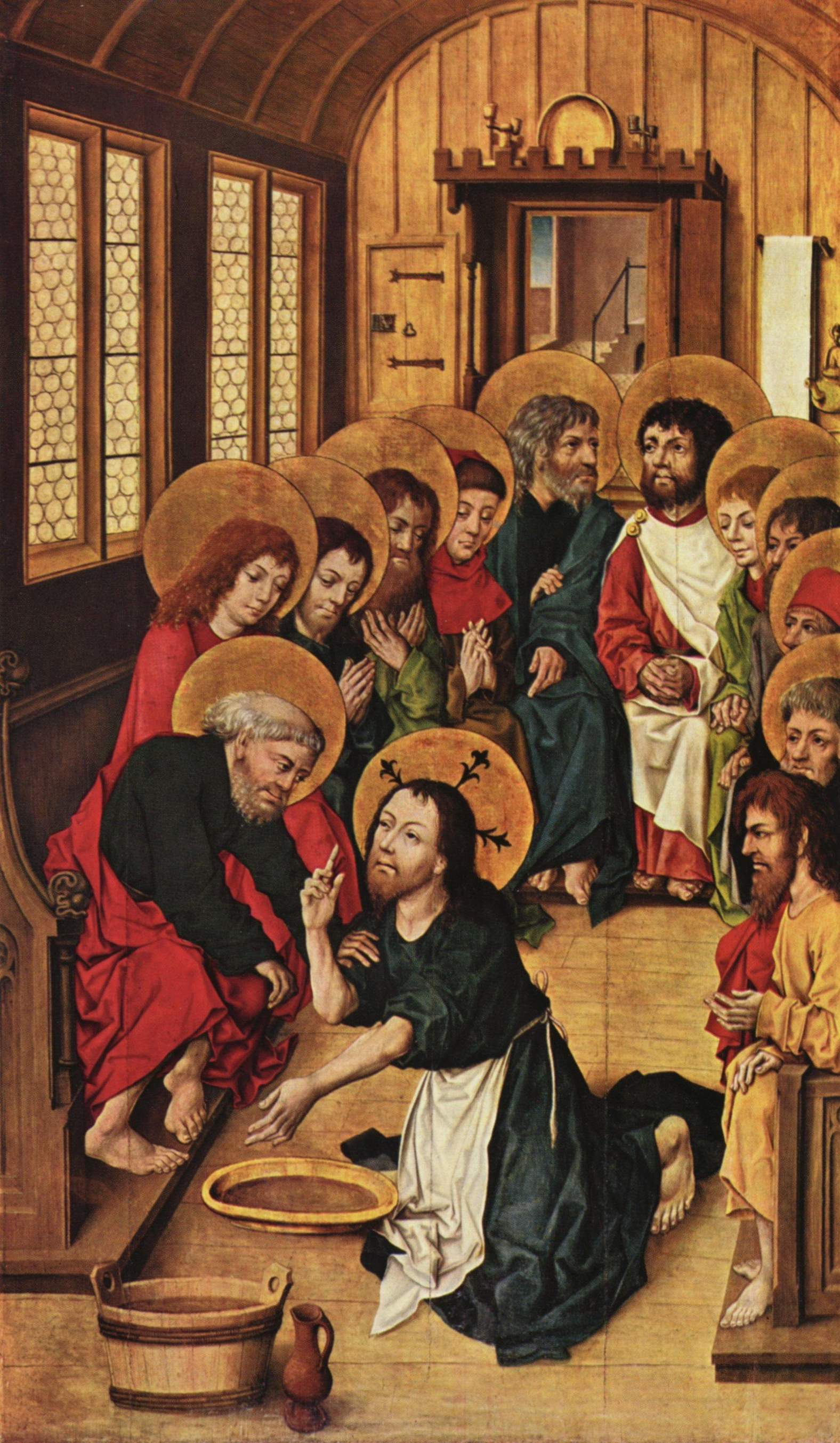
제자들의 발을 씻기는 그리스도, 1475, 베를린.

주님 만찬 미사(Missa in Cena Domini)는 성목요일 오후나 저녁에 드리게 되는 기독교의 둘째 전례로서(첫째 전례는 오전의 성유 축성 미사), 로마 가톨릭교회 라틴 전례에 따르면 주님 만찬 미사로 파스카 성삼일을 성대하게 시작한다.
이 미사에서는 예수가 수난받기 전에 제자들과 함께 한 최후의 만찬을 기억한다. 그 만찬 자리에서 예수는 제자들의 발을 씻어주고, 그들에게 새 계명을 주었다(요한 13,34).
로마 가톨릭교회의 신학에 의하면 이 주님 만찬에서 성체 성사와 그 성체 성사를 집전할 임무를 수행할 사제직을 제정되었다.
이날 미사에서는 예수가 하였던 것처럼 발씻김 예식을 거행한다.
제대 꽃 장식은 이날의 특성에 맞게 소박하게 해야 한다. 감실은 완전히 비워 둔다. 이 미사에서 오늘과 내일 성직자와 백성의 영성체를 위하여 성체를 넉넉히 축성해 놓는다.

## 주님 만찬 미사 순서
- 입당송
- 대영광송: 대영광송 노래 동안 종을 친다.[2]
- 본기도
- 강론: 강론에서 이 미사로 기념하는 중요한 신비들, 곧 성찬례와 사제직의 제정, 형제 사랑에 관한 주님의 계명을 풀이한다.
- 발 씻김 예식: 예식 동안 알맞은 노래를 부른다.[3] 발 씻김을 받을 12사람은 현장 여건에 따라 선발한다. 2013년 3월 28일 성목요일에 교황 프란치스코는, 전임 교황들이 12명의 남성에게 행해왔던 관례를 깨고, 최초로 여성 2명을 포함한 12명의 발 아래 무릎 꿇고 물을 부어 발을 씻고 그 발에 입을 맞추었다.[4]
- <신경 없음>
- 보편 지향 기도
- 예물기도
- 감사송: 그리스도의 제사와 성사
- 감사기도
- 영성체
- 영성체 후 기도
- 지극히 거룩한 성체를 옮겨 모심: 영성체 후 기도를 바치고 성체께 분향한 다음 어깨보로 성합을 감싸 들고, 성체를 성당의 다른 곳이나 다른 경당에 알맞게 마련된 성체 보관 장소(수난 감실)에 모신다. 행렬을 지어 가는 동안 '입을 열어 구세주의 영광을 찬미하세'나 다른 성체 성가를 부른다. 감실에 이르면 감실 안에 성합을 모시고 감실 문을 열어 놓는다. 향로에 향을 넣고 성체께 분향하는 동안 '지존하신 성체 앞에'나 다른 성체 노래를 부른다. 분향이 끝나면 감실 문을 닫는다. 침묵 가운데 잠깐 조배하고 사제는 봉사자들과 함께 제의실로 돌아간다. 알맞은 때에 재대를 벗기고, 될 수 있으면 십자가들은 성당 밖의로 내 가거나 천으로 가린다. 신자들은 형편에 따라 밤 시간에 성체 조배를 한다.[5]